# Tamar (filla de David)
Segons el Segon Llibre de Samuel, Tamar era una filla que havia tingut a Hebron el Rei David amb Maacà, la filla de Talmai, rei de Gueixur. Després de la proclamació del seu pare com a rei d'Israel va anar amb tota la família a viure al palau reial la nova capital del regne, Jerusalem. Un dia el Rei David va demanar-li que anés a cuidar el seu germanastre Amnon que estava malalt. Quan ella va arribar, el jove la va violar. Després, ella va marxar i li ho va explicar al seu germà Absalom. Dos anys després, el seu pare va enviar alguns dels seus fills a una expedició. Allà Absalom es va venjar per la seva germana i va assassinar Amnon.